# 튜닝카
튜닝카(tuning car)는 차량의 성능 향상을 위해 개조한 자동차이다. 개조나 부품 추가 및 교체 만을 가리키는 말이 아니라, 조율한다는 의미도 있어 개조차와는 구별된다.

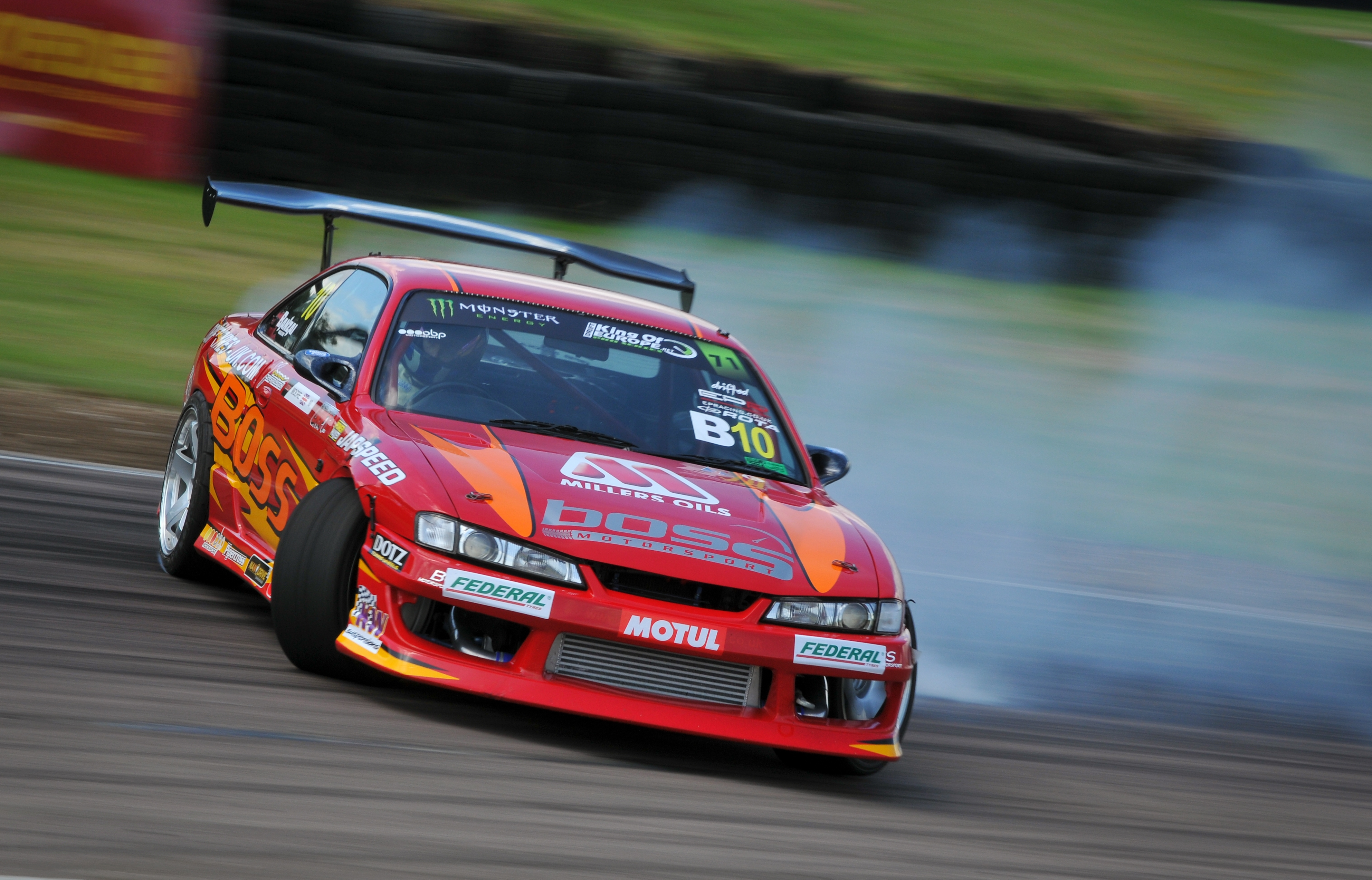
드리프트에 맞게 변형된 닛산 실비아(S14)

## 같이 보기
- 개조차
- 자동차 경주